# Damlacık
Damlacık (türkisch für Tröpfchen) ist ein Dorf im Landkreis Tavas der türkischen Provinz Denizli. Damlacık liegt etwa 81 km südlich der Provinzhauptstadt Denizli und 41 km südlich von Tavas. Damlacık hatte laut der letzten Volkszählung 83 Einwohner (Stand Ende Dezember 2010).